# Baladas en español
Baladas en español is het zesde studioalbum en het enige Spaanstalige album van Roxette, uitgegeven op 2 december 1996 door EMI. Het album was een groot succes in Latijns-Amerika en Spanje. Hoewel er officieel twee singles van het album zijn uitgebracht, worden alle tracks veelvuldig gedraaid op Latijns-Amerikaanse en Spaanse radiostations. Tot nu toe zijn er van Baladas en español wereldwijd meer dan 1 miljoen exemplaren verkocht.

## Tracklist
| 1.                 | Un día sin ti (Spending My Time)                            | 04:39 |
| 2.                 | Crash! Boom! Bang! (Crash! Boom! Bang!)                     | 04:27 |
| 3.                 | Directamente a ti (Run to You)                              | 03:32 |
| 4.                 | No sé si es amor (It Must Have Been Love)                   | 04:42 |
| 5.                 | Cuanto lo siento (I'm Sorry)                                | 03:15 |
| 6.                 | Tímida (Vulnerable)                                         | 04:46 |
| 7.                 | Habla el corazón (Listen to Your Heart)                     | 05:11 |
| 8.                 | Como la lluvia en el cristal (Watercolours in the Rain)     | 03:42 |
| 9.                 | Soy una mujer (Fading Like a Flower (Every Time You Leave)) | 03:48 |
| 10.                | Quiero ser como tú (I Don't Want to Get Hurt)               | 04:18 |
| 11.                | Una reina va detrás de un rey (Queen of Rain)               | 04:52 |
| 12.                | El día del amor (Perfect Day)                               | 03:58 |
| Totale duur: 51:16 |                                                             |       |